# Hermann Gotthardt (Jurist)
Hermann Gotthardt (* 18. Dezember 1901 in Limburg an der Lahn; † 9. Dezember 1949 in Münster) war ein deutscher Staatsbeamter, der die Arisierung jüdischen Eigentums mitorganisierte.

## Leben und Wirken
Gotthardt wurde als Sohn des Kaufmanns und späteren Magistratsschöffen Peter Louis Gotthardt und der Mathilde Anna Gotthardt geb. Merk in Limburg a. d. Lahn geboren. Er hatte einen Zwillingsbruder, Ludwig Joseph. Nach dem Schulbesuch studierte Hermann Gotthardt Rechtswissenschaften. Sein Studium schloss er mit der Promotion zum Dr. jur. ab. Anschließend trat er mit Assessor-Dienstalter vom 27. Oktober 1928 in den Staatsdienst ein. Vor 1933 gehörte Gotthardt der Zentrumspartei an. Seit 1921 war er Mitglied der katholischen Studentenverbindung KDStV Hercynia Freiburg im Breisgau im CV.
Zum 22. Januar 1934 wurde Gotthardt als „besonders geeignet“ vom Oberpräsidium in Koblenz an das Geheime Staatspolizeiamt (Gestapa) in Berlin überwiesen, wo er die Leitung des Dezernats II D (Pressepolizei und Greuelpropaganda) übernahm. Nach der Übernahme der Gestapo durch die SS im April 1934 wurde Gotthardt – anders als viele andere Beamten aus der Anfangszeit der Behörde – übernommen. Nach dem Umbau des Gestapas durch den neuen Amtschef Reinhard Heydrich ist Gotthardt durch den Geschäftsverteilungsplan vom Oktober 1934 als Leiter der Unterabteilung 2 II (Presseabteilung) nachgewiesen. Nach Empfehlungen durch Rudolf Diels im März und von Heydrich im Mai 1934 wurde Gotthardt – entgegen Bedenken des Preußischen Innenministeriums – zum 1. Oktober 1934 zum Regierungsrat befördert.
Auf Empfehlung von Hermann Göring und Heydrich holte Reichswirtschaftsminister Walther Funk Gotthardt 1938 in das Reichswirtschaftsministerium, wo er als Oberregierungsrat in der Abteilung IIIJd (Judenreferat) tätig wurde. Johannes Ludwig stellte hierzu fest: „Zwar ist er formal gesehen nicht der Chef der Abteilung IIIJd, wohl aber deren eigentlicher Kopf. Und auf den kommt es an“. In seiner Funktion beaufsichtigte Funk reichsweit die Arisierung jüdischen Eigentums, insbesondere jüdischer Betriebe, in enger Zusammenarbeit mit der SS und den großen Banken. Zudem war er Vertreter des Wirtschaftsministers im Ausschuss der Reichszentrale für jüdische Auswanderung.
Im November 1940 wurde Gotthardt zum Ministerialrat befördert.

## Schriften
- Das Recht der parlamentarischen Ausgabeninitiative im Reich, in den Ländern und preussischen Kommunalverbänden, 1929. (Dissertation)